# Janoszka (Beskid Mały)
Janoszka (575 m) – szczyt w Paśmie Bukowskim w Beskidzie Małym. Znajduje się w północno-wschodnim grzbiecie Kiczory nad Porąbką. Grzbiet ten w połowie długości rozgałęzia się na dwa ramiona; północne ze szczytem Gawranica i północno-wschodnie ze szczytem Janoszka. Południowo-wschodni stok Janoszki opada do potoku Roztoka, północno-zachodni do niewielkiego potoku spływającego doliną między Gawranicą i Janoszką.
Janoszka jest całkowicie porośnięta lasem i nie prowadzi przez nią żaden szlak turystyczny. Znajduje się w granicach wsi Porąbka w województwie śląskim, w powiecie bielskim, gminie Porąbka.